# شیزوکا ایشیباشی
شیزوکا ایشیباشی (انگلیسی: Shizuka Ishibashi؛ زادهٔ ۸ ژوئیهٔ ۱۹۹۴) بازیگر سینما اهل ژاپن است. وی از سال ۲۰۱۵ میلادی تاکنون مشغول فعالیت بوده‌است.